# Ecionemia
Ecionemia é um gênero de esponja marinha da família Ancorinidae.

## Espécies
- Ecionemia acervus Bowerbank, 1864
- Ecionemia arabica (Lévi, 1958)
- Ecionemia australiensis (Carter, 1883)
- Ecionemia baculifera (Kirkpatrick, 1903)
- Ecionemia cinerea Thiele, 1900
- Ecionemia corticata (Carter, 1879)
- Ecionemia demera (de Laubenfels, 1934)
- Ecionemia densa Bowerbank, 1873
- Ecionemia dominicana (Pulitzer-Finali, 1986)
- Ecionemia geodides (Carter, 1886)
- Ecionemia hilgendorfi Thiele, 1898
- Ecionemia laviniensis Dendy, 1905
- Ecionemia megastylifera Wintermann-Kilian e Kilian, 1984
- Ecionemia metastrosa (Lebwohl, 1914)
- Ecionemia nigra Sollas, 1888
- Ecionemia robusta (Carter, 1883)
- Ecionemia solida (Lévi, 1965)
- Ecionemia spinastra Lévi, 1958
- Ecionemia walkeri (de Laubenfels, 1954)